# Dekanat Gorzkowice
Dekanat Gorzkowice – jeden z 36 dekanatów rzymskokatolickich należących do archidiecezji częstochowskiej. Należy do regionu radomszczańskiego.

## Parafie
Do dekanatu Gorzkowice należy 9 parafii:
- Bęczkowice – parafia Zesłania Ducha Świętego w Bęczkowicach
  - kościół parafialny – pw. Zesłania Ducha Świętego
  - Pocieszna Górka – sanktuarium Matki Bożej Pocieszenia i Kalwaria
- Chrzanowice – parafia Matki Bożej Nieustającej Pomocy w Chrzanowicach
  - kościół parafialny – pw. NMP Nieustającej Pomocy
- Gomunice – parafia NMP Wspomożycielki Wiernych
  - kościół parafialny – pw. NMP Wiernych
  - Kocierzowy – kościół filialny pw. św. Maksymiliana,
- Gorzędów – parafia św. Józefa Oblubieńca w Gorzędowie
  - kościół parafialny – pw. św. Józefa Oblubieńca NMP
- Gorzkowice – parafia Najświętszego Serca Pana Jezusa
  - kościół parafialny – pw. Najświętszego Serca Pana Jezusa
  - Kotków – kościół filialny pw. NMP Fatimskiej
  - Jasna Górka – kaplica pw. Trójcy Przenajświętszej
- Kamieńsk – parafia Świętych Apostołów Piotra i Pawła w Kamieńsku
  - kościół parafialny – pw. św. Apostołów Piotra i Pawła
  - Gałkowice – kaplica
- Krzemieniewice – parafia św. Izydora Oracza w Krzemieniewicach
  - kościół parafialny – pw. św. Izydora Oracza
- Łęki Szlacheckie – parafia św. Alberta Chmielowskiego
  - kościół parafialny – pw. św. Alberta Chmielowskiego
- Ręczno – parafia św. Stanisława BM
  - kościół parafialny – pw. Przemienienia Pańskiego
  - Stobnica – kaplica